# ピアッツァ・ブレンバーナ
ピアッツァ・ブレンバーナ（伊: Piazza Brembana  ( 音声ファイル)）は、イタリア共和国ロンバルディア州ベルガモ県にある、人口約1,200人の基礎自治体（コムーネ）。

## 地理

### 位置・広がり
ベルガモ県北部、ヴァル・ブレンバーナのコムーネ。県都ベルガモから北へ28km、州都ミラノから北北東へ65kmの距離にある。

#### 隣接コムーネ
隣接するコムーネは以下の通り。
- カメラータ・コルネッロ
- カッシーリオ
- レンナ
- オルモ・アル・ブレンボ
- ピアッツォーロ
- ヴァルネグラ

### 地震分類
イタリアの地震リスク階級 (it) では、3 に分類される
。

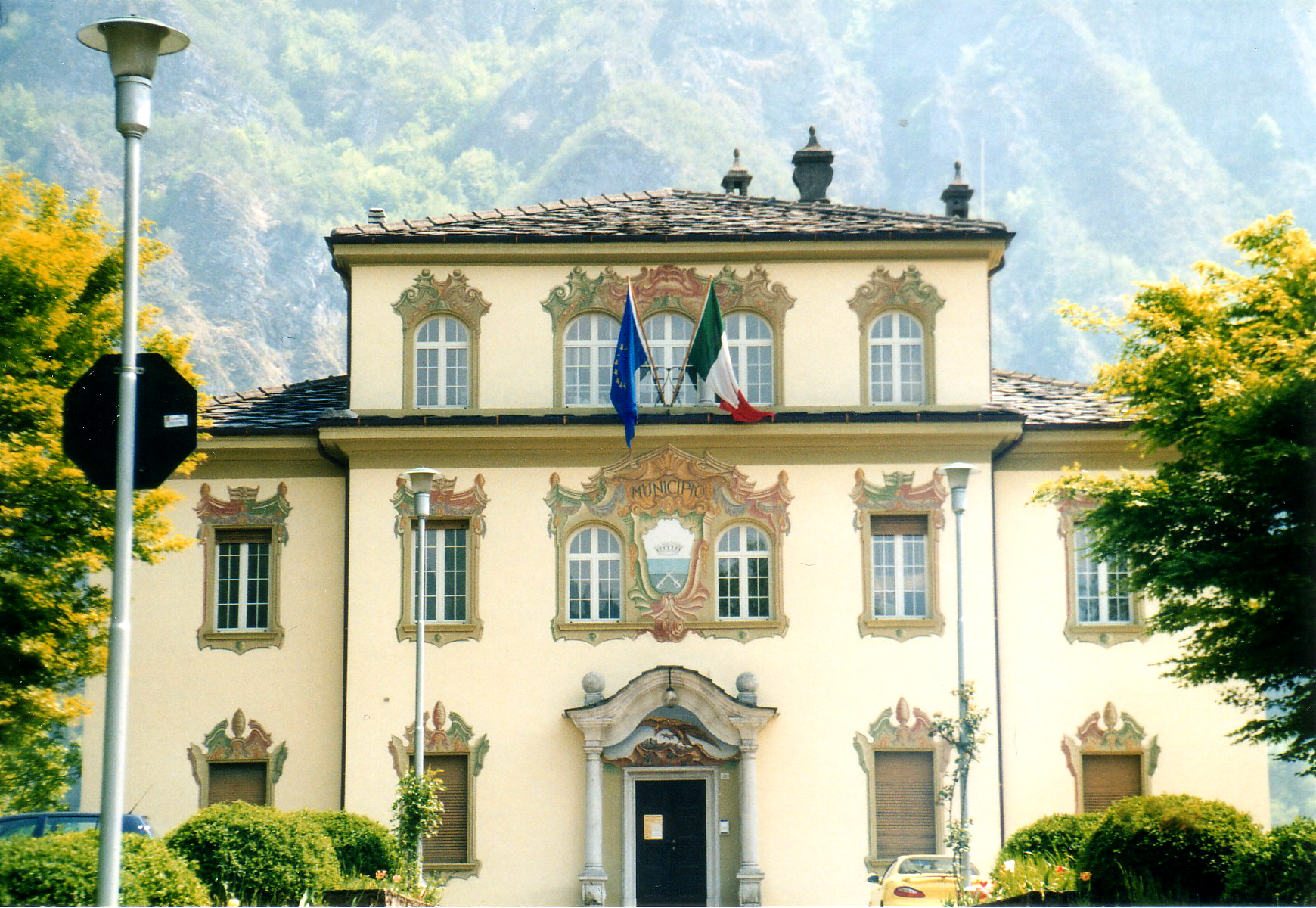
町役場

### 地勢・地形
- 河川：ブレンボ川

## 行政

### 山岳部共同体

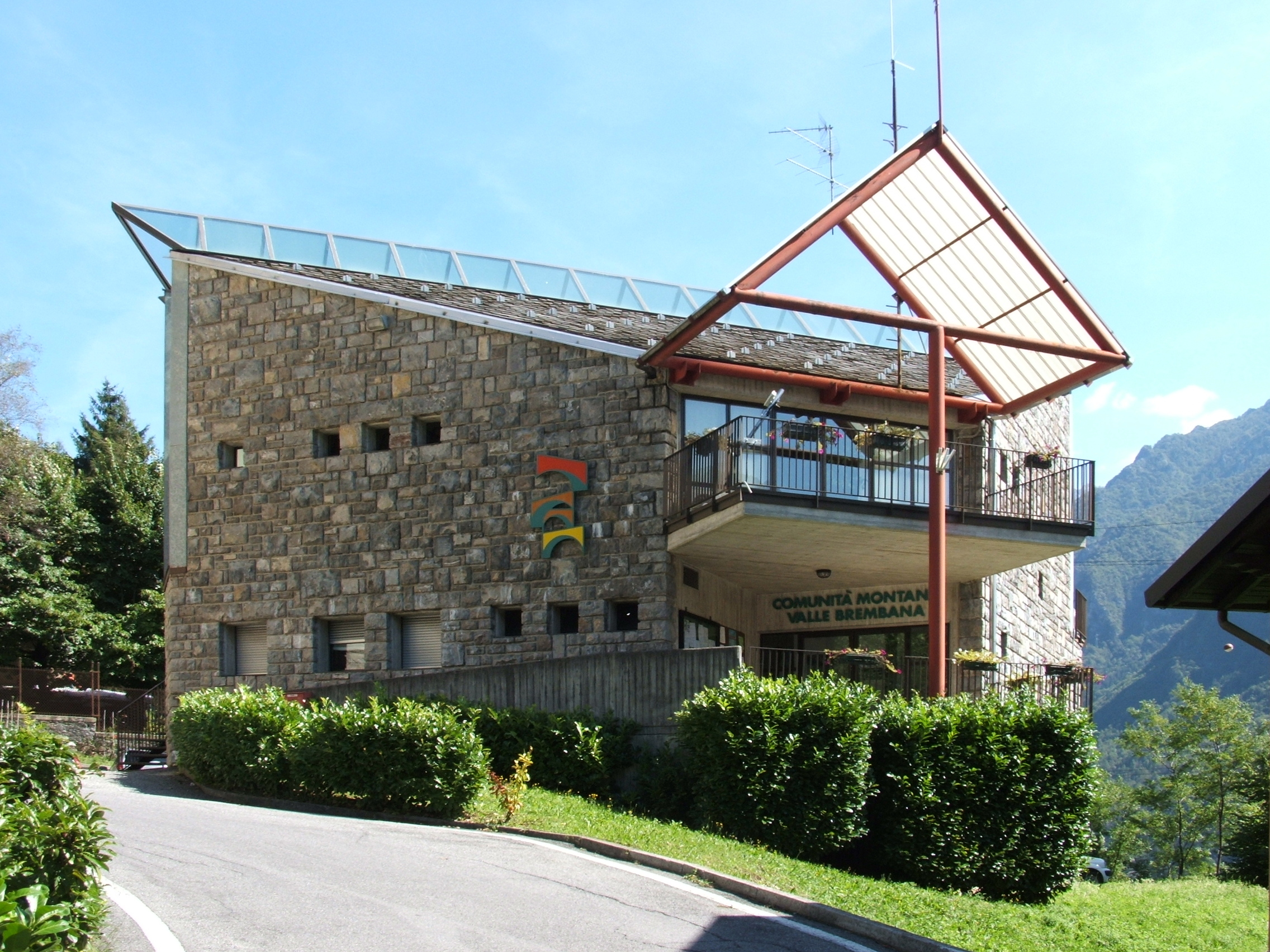
ヴァッレ・ブレンバーナ山岳部共同体事務所

広域行政組織である山岳部共同体「ヴァッレ・ブレンバーナ山岳部共同体」  (it:Comunità montana della Valle Brembana)  の事務所所在地である。「ヴァッレ・ブレンバーナ山岳部共同体」には以下のコムーネが含まれる（アルファベット順）。
- アルグア、アヴェラーラ、ブレッロ、ブラッカ、ブランツィ、カメラータ・コルネッロ、カローナ、カッシーリオ、コルナルバ、コスタ・ディ・セリーナ、クージオ、ドッセーナ、フォッポロ、イーゾラ・ディ・フォンドラ、レンナ、メッツォルド、モーイオ・デ・カルヴィ、オルモ・アル・ブレンボ、オルトレ・イル・コッレ、オルニーカ、ピアッツァ・ブレンバーナ、ピアッツァトッレ、ピアッツォーロ、ロンコベッロ、サン・ジョヴァンニ・ビアンコ、サン・ペッレグリーノ・テルメ、サンタ・ブリージダ、セドリーナ、セリーナ、タレッジョ、ウビアーレ・クラネッツォ、ヴァル・ブレンビッラ、ヴァッレーヴェ、ヴァルネグラ、ヴァルトルタ、ヴェデゼータ、ゾーニョ
